# 膜電位イメージング
膜電位イメージング (まくでんいイメージング、英: voltage imaging) とは、細胞の膜電位を光で計測する手法である。電気生理学的手法の一種であり、神経細胞の活動電位を計測する有力な手法の1つである。顕微鏡技術の観点からは分子イメージングの一種ともいえる。

## 概要
電気生理学とは、動物の機能を電気の観点から調べる学問分野である。ゆえに、神経や心臓がその主な研究対象である。電気を測る単純な方法は電流計・電圧計であるが、細胞レベルになると電気的活動の直接計測は難しくなる。さらに複数の細胞から同時に計測することは非常に困難である。そこで、電気的活動を直接記録するのではなく、計測が容易な信号へ一度変換してその信号を間接的に計測する手法が考え出された。電気的活動を光に変換し計測する手法が膜電位イメージングである。

## 要素技術
膜電位イメージングでは、次の2ステップを踏んで膜電位を計測する。
1. 膜電位を光へ変換
2. 光を計測

膜電位は自然に光へ変わるわけではない (内在性信号を除く)。ゆえにまず膜電位を光へ変換する何らかの分子を導入する必要がある。これらの分子は一般に膜電位プローブ・膜電位インジケータ・膜電位センサーと呼ばれる。
次に、変換された光を計測する必要がある。これはまさに顕微鏡技術 (イメージング) である。しかし膜電位プローブの特性によって顕微鏡へ求められる性能が異なり、従来の顕微鏡技術を単純に適用できるわけではない。

### 膜電位プローブ
膜電位を光に変換するためには、以下のいずれかの分子が利用される。
- 膜電位感受性色素 (VSD)
- genetically encoded voltage indicator（英語版） (GEVI)

VSDとGEVIのあいのこであるハイブリッド型膜電位プローブ (hVoS)も存在する。

#### 膜電位感受メカニズム
膜電位プローブは、膜電位変化を光の変化に変換する。膜電位プローブはそれぞれ異なった仕組みで膜電位変化を光の変化に変換する。大まかな仕組みは以下である。
- FRETタイプ: 膜電位変化によって2種類の蛍光団の距離が変化する。結果、蛍光団間のFRET効率が変換し、蛍光強度が増減する
- PeTタイプ: 膜電位変化によって分子内の電子移動の方向性が変わる。結果、蛍光団の消光あるいは消光の解除がおきて蛍光強度が増減する
- クロミズムタイプ: 膜電位あるいは周囲環境の変化により、蛍光団の吸収・蛍光スペクトルが変化する。結果、蛍光特性が変化する

| probe type                       | sensing mechanism                        | reporting mechanism           | example                    |
| -------------------------------- | ---------------------------------------- | ----------------------------- | -------------------------- |
| electrochromic optical shift     | シュタルク効果 ？                        | シュタルク効果 ？             | di-4-ANEPPS                |
| solvatochromic response          | 分子移動 (molecular redistribution)      | ソルバトクロミズム            |                            |
| voltage-dependent redistribution | 分子移動 (molecular redistribution)      | 蛍光共鳴エネルギー移動 (FRET) | DiO/DPA, hVoS              |
| 光誘起電子移動(PeT)              | 電子移動 (electron transfer)             |                               | VF2.1.Cl, RVF5             |
| FRET GEVI                        | 分子立体構造変化 (conformational change) | 蛍光共鳴エネルギー移動 (FRET) | many GEVI                  |
| eFRET                            | エレクトロクロミズム                     | 蛍光共鳴エネルギー移動 (FRET) | QuasAr2-palette, Ace-mNeon |

### イメージング
2017年現在、膜電位イメージングにおいて大きな光学系の問題点は撮影速度である。活動電位は継続時間が1ミリ秒 (1/1000秒)しかない。ゆえに膜電位イメージングには最低でも1000Hzの撮影速度 (フレームレート) が求められる。
また2光子イメージングは状況が大きく異なる。一般的な2光子イメージングでは高い空間分解能と引き換えに、励起光を微小な焦点空間にしか照射できない。ゆえに複数ニューロンに光を当てて計測するには焦点の移動 (スキャン) が必要になる。膜電位イメージングに最低1000 Hzのフレームレートが求められるということは、2光子イメージングには最低 1000 * (細胞数) ポイント/秒のスキャンが求められる。ガルバノミラーの切り替え速度は高々1000 Hzであり、ラインスキャンなどによる限られた視野でしか複数ニューロンの膜電位を計測できない。これを解決する方式としてレゾナントスキャナやMEMSスキャナ、AODスキャナが提案・実装されている。しかし2017年現在、複数ニューロンからの2光子膜電位イメージングは概念検証の域を出ていない。
また膜電位イメージングではノイズと信号の分離がしばしば問題になる。1回の試行(single trial)で活動電位を捉えようとすると露光時間は1ミリ秒を下回る。ゆえに信号由来のシグナルは非常に小さい。2光子イメージングに用いられる光電子増倍管は最適条件でノイズを数photon/sまで抑制出来るがhttp://h-quantum.com/pm/、ノイズを抑制してもシグナルの弱さに由来する統計的なブレは解消出来ない。